# نور المالكي
نور حسين المالكي (ولدت في 21 أكتوبر 1994) هي عداءة قطرية، وعضو في الفريق الأولمبي القطرية لالعاب لندن 2012. أصبحت واحدة من أوائل الرياضيات على الإطلاق في تمثيل البلاد في دورة الألعاب الأولمبية وذلك من خلال المنافسة في أوليمبياد لندن.
ولدت مالكي وكانت أصغر من ستة أشقاء وخمسة أخوات. بدأت التدريب كرياضية في 2008، بتوجيه من المدربة التونسية والعداء الدولي السابق للمسافات المتوسطة نعيمة بن عمارة. بالرغم من أنها كانت في البداية تفتقر إلى الإتساق في تدريبها، إلا أنها سرعان ما كونت علاقة قوية مع مدربها، وأصبحت أسرع لاعب رياضي قطري، وحصلت على جائزة أفضل لاعب رياضي لرابطة قطر لألعاب القوى في 2010 – 2011. تعتبر مالكي زميلها فيمي أوغونود هو المعبود الرياضي لها، وتأمل أن تُصبح «معبودة الجماهير» للفتيات القطريات في المستقبل.
في دورة الألعاب الأولمبية الصيفية عام 2012، عانت مالكي من تمزق أوتارها من أول خطوات بداية السباق. انتهى سباقها فجأة على مسار السباق، وفي نهاية المطاف جلست على كرسي متحرك.

## وصلات خارجية
- نور المالكي على موقع الاتحاد الدولي لألعاب القوى (الإنجليزية)
- نور المالكي على موقع أوليمبيديا (الإنجليزية)